# 恥感文化
採納恥感文化（英語：Shame culture）的社會向人民灌輸羞恥心，藉此維持社會秩序（參看社會規範）。

## 中國
在中國春秋時期，儒家所提倡的思想中對於「羞恥心」對社會的重要性有所提及，像是：
| 子曰：「道之以政，齊之以刑，民免而無恥；道之以德，齊之以禮，有恥且格。」《論語‧為政》 白話譯：孔子說：「以政令來管理，以刑法來約束，百姓雖不敢犯罪，但不以犯罪為恥；以道德來引導，以禮法來約束，百姓不僅遵紀守法，而且引以為榮。」 孟子曰：「恥之於人大矣！為機變之巧者，無所用恥焉。不恥不若人，何若人有？」《孟子‧盡心上（七）》 白話譯：孟子說：「羞恥心對於人太重要了！那些玩弄機心，以取巧變詐的巧妙方法來欺人害人的人，羞恥心在他是用不上的。不以修養不如他人為可恥，還有什麼能夠比得上他人呢？」 孟子曰：「人不可以無恥。無恥之恥，無恥矣。」《孟子‧盡心上》 白話譯：孟子說：「人不可以沒有羞恥心。若能將無恥視為最可恥的事，那麼就能遠離恥辱。」 |

同樣在春秋時期，法家也同樣對於恥有相關論述，像是：
| 「...國有四維，一維絕則傾，二維絕則危，三維絕則覆，四維絕則滅。傾可正也，危可安也，覆可起也，滅不可復錯也，何謂四維？一曰禮、二曰義、三曰廉、四曰恥。」《管子‧牧民篇》 |

明代顧炎武在其著作《日知錄》中著有廉恥一文，強調廉恥的重要亦也感嘆當時世道衰微。

## 日本
江戶時代，武士山本常朝口述著成《葉隱聞書》，詳細記載武士與平民、朝廷之間的應對態度，當中足見羞恥心、義理對於當時環境的構成與規範。
新渡戶稻造在其著作《武士道》談到日本武士的羞恥心如何影響自己的行為，進而在環境中達到潛移默化的功能。
美國人類學家露絲·潘乃德所著的《菊花與劍》對於日本文化有相關內容分析與論述，並且指出日本社會大抵是由羞恥心所推動。羞恥心的概念可見於其社會中的武士道精神以及義理的概念。
出於欲被他人及群體接納，而在意他人評價、眼光等，並因此約束自我，是當代日本恥感相關文化之關鍵特徵。

## 其他文化
在羅姆人文化中，羞恥心具有相當地位，但罪惡感則不甚重要。

## 基督教文化
一些社會在基督教化後仍然保留着恥感文化，如盎格魯-撒克遜英格蘭、墨西哥、安達魯西亞及一些地中海地區。

## 另見
- 罪感文化
- 社會規範
- 集體主義